# Margaridas (Gard)
Margaridas (en francès Marguerittes) és un municipi francès situat al departament del Gard i a la regió d'Occitània. L'any 2005 tenia 8.692 habitants.